# Károly Solymár
Károly Lajos Solymár (ur. 23 grudnia 1894 w Isztimér, zm. we wrześniu 1945 we Fokszany) – węgierski płotkarz, uczestnik igrzysk olimpijskich.
Uczestniczył w rywalizacji na V Igrzyskach olimpijskich rozgrywanych w Sztokholmie w 1912. Startował tam w jednej konkurencji lekkoatletycznej. W wyścigu na 110 metrów przez płotki wystartował w pierwszym biegu eliminacyjnym, w którym, z czasem  15,8 sek., zajął premiowane awansem drugie miejsce. Wystartował w drugim wyścigu półfinałowym, którego nie ukończył, co oznaczało dla niego koniec startów na igrzyskach.
Był najmłodszym reprezentantem Królestwa Węgier podczas V Letnich Igrzysk Olimpijskich.
Reprezentował barwy budapeszteńskiego klubu Ferencvárosi TC.